# مرسيليات
مرسيليات (الاسم العلمي: Massilia) هي جنس من البكتيريا، سلبية الغرام، تتبع الجرثوميات الحامضية.